# Lilla Iglasjön
Lilla Iglasjön är en sjö i Gislaveds kommun i Småland och ingår i Nissans huvudavrinningsområde.